# 国家社会主義日本労働者党
国家社会主義日本労働者党（こっかしゃかいしゅぎにほんろうどうしゃとう、ドイツ語: Nationalsozialistische Japanische Arbeiterpartei, 英語: National Socialist Japanese Workers' Party）は、ナチズム（国家社会主義・国民社会主義）を掲げる日本の政治団体。略称はNSJAP（エヌエスヨットアーペー）。
なお近年では Nationalsozialismus を「国家社会主義」ではなく「民族社会主義」「国民社会主義」と訳す動きが広まっているが（国民社会主義ドイツ労働者党#訳語も参照）、この団体はあくまで日本の団体であって訳語ではないため「国家社会主義日本労働者党」が正式名称である。

## 概要
1952年（昭和27年）1月に「国家社会主義民主青年同盟」が発足し、同年2月に「国家社会主義労働者党」に改称後に活動停止となったが、1982年（昭和57年）に「国家社会主義日本労働者党」が発足した、と主張している。戦前の高畠素之や石川準十郎を「精神的・理論的指導者」と主張し、また福田素顕や西光万吉や赤松克麿らの「正統的な継承者」とも主張している。
同団体の主宰者である山田一成は、アドルフ・ヒトラーの思想に影響されている。主な主張として国家社会主義を掲げ、GHQなどによって（再）構築された現代日本の戦後体制の脱却と反ユダヤ主義を主張するほか反シオニズムも自称、アメリカ合衆国やイスラエルへの敵対姿勢を表明している。またニューカマーなどに代表される外国人労働者の不法就労排斥を唱えている。

## 活動
1980年代初頭より海外のネオナチ団体と親交を深め、特に米国の国家社会主義ドイツ労働者党外国組織部、ロシアのパミヤーチとの関係が深い。
1990年代には、主に「就労目的で来日していたイラン人」への糾弾が見られ、インターネット上にて初の公式HPを設立し、前述の主張を含む主義・主張を掲載していた。当時の同公式HPを通じ、「朝日新聞で同団体のパンフレットや主張が採り上げられた」「構成員は20名程度だが、『日本国内の外国人労働者』にとっては脅威となっている」「ナチス・ドイツによるユダヤ人へのホロコーストは無かった（ホロコースト否認）」といった主張がされていた。 だが、不法残留イラン人に対して「このような状況が続くのあれば“アウシュビッツ”みたくしてやるぞ」と発言し、ホロコーストを肯定している。
1991年（平成3年）4月20日に、同団体他計4団体を統合して国家社会主義団体の国家社会主義者同盟が結成された。
1999年（平成11年）5月に米国のWAR（白人アーリア抵抗）の指導者トム・メッツガーを日本に招いて講演会を開く。また、国民同盟の創設者ウィリアム・Ｌ・ピアース博士にも来日講演依頼を無償で快諾されたが、ピアーズ博士の健康状態の悪化により講演は実現されることはなかった。
2000年（平成12年）9月に「外国人による不法就労や諜報活動の殲滅」などの主張を行った。
2005年（平成17年）に同サイトのページが一度抹消され、2006年（平成18年）6月18日に再開したが、JPドメイン名登録情報によると2008年（平成20年）1月1日付けでドメインが第三者へ移行していた。同年8月28日にドメイン管理者がNational Socialist Japanese Wiorkers Party, NSJAP (Japanese Nazi Party)へ移行し、復旧した。2005年（平成17年）のサイト一時消失以前は、サイト上で主張を掲載すると共に、街頭活動の様子を報告したり集会参加者を募ったりといった活動を行い、また電子メール等で、次回集会や学習会の通知を行っていた。現在はサイトが復活している。
2014年（平成26年）5月7日、VICE JapanのYouTubeチャンネルにて山田一成を取り上げたドキュメンタリー「密着24時！日本のネオナチ - A Japanese Neo-Nazi」が配信された。
2022年（令和4年）5月23日に同団体の会計責任者である男が、収支報告書を虚偽記入する政治資金規正法違反の容疑で京都府警公安課に再逮捕された。

## 備考
- 国民社会主義日本労働者党(NSJAP(エヌエスジェイエイピー)) - 上条当麻が代表を務める政治団体[8]。当記事の団体とは無関係。